# 天祖神社 (東京都港区)
天祖神社（てんそじんじゃ）は、東京都港区の神社。

## 概要

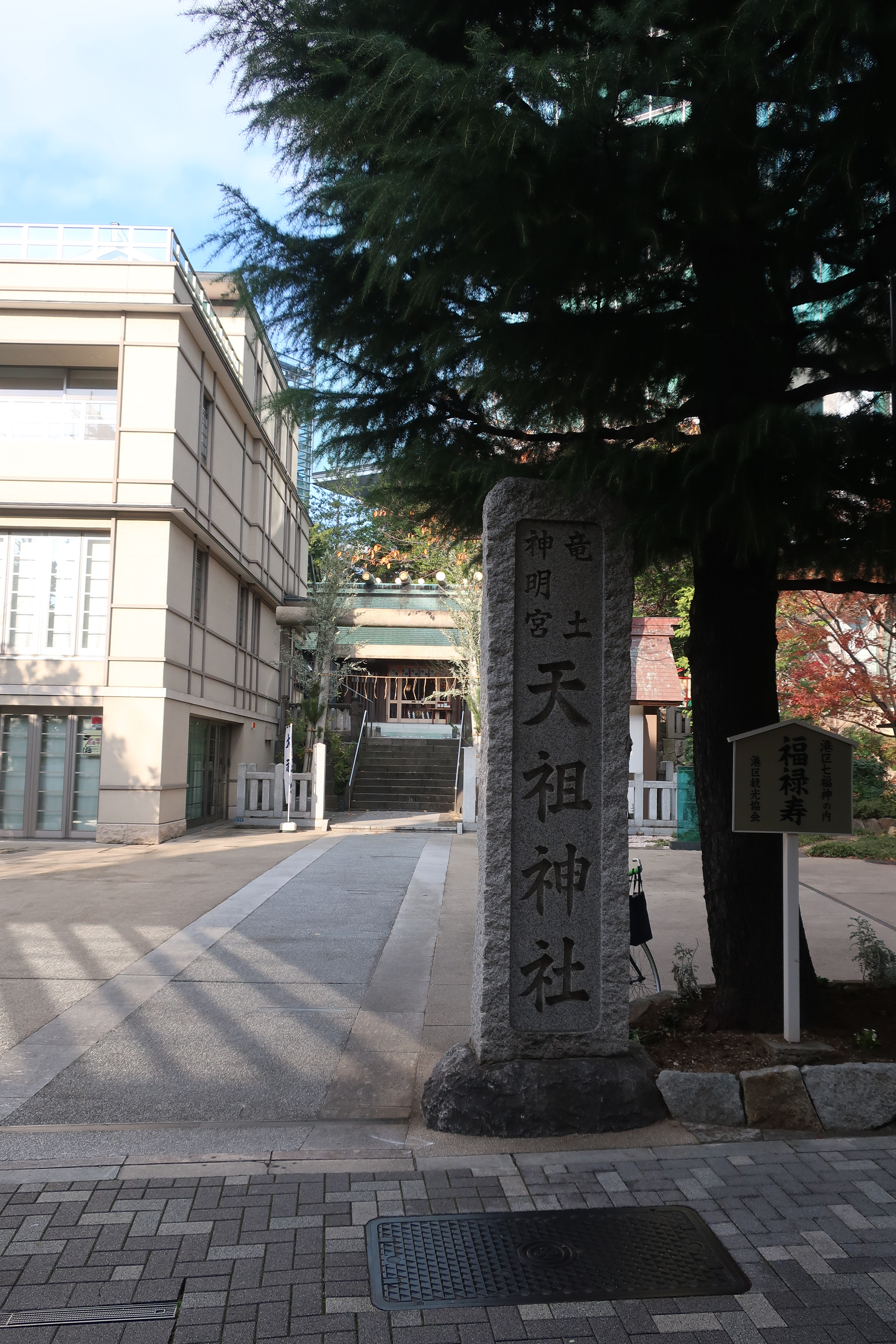
社号標

1384年（至徳元年）に創建された。品川沖より龍が灯明を献じたという逸話から、「龍灯（りゅうとう）」→「龍土（りゅうど）」と訛り、「龍土神明宮」とも呼ばれるようになった。
当社所在地が「六本木7-7-7」ということからスリーセブンの縁起の良い神社といわれている。神紋も三つ巴に漢数字の「七」が入る意匠となっている。
港七福神の福禄寿を祀る。

## 祭神
- 天照大御神
- 伊邪那伎命
- 伊邪那美命

## 境内社
- 満福稲荷神社（港七福神・福禄寿）

## 交通アクセス
- 六本木駅より徒歩7分。